# Dilacra vilis
Dilacra vilis är en skalbaggsart som först beskrevs av Wilhelm Ferdinand Erichson 1837.  Dilacra vilis ingår i släktet Dilacra, och familjen kortvingar. Arten är reproducerande i Sverige.